# 海外ドラマ
海外ドラマ（かいがいドラマ）は、日本において、日本以外で制作・製作された、連続ドラマやラジオドラマを指す言葉である。
現在は放送（地上テレビ放送、衛星放送、ケーブルテレビ）、物理メディア（DVD等）、インターネット（VOD、ネット配信等）で視聴することができる。
世界各国のテレビドラマのリストについては、テレビドラマの一覧を参照。

## 歴史

### 1950年代 - 1960年代
この頃の日本の放送業界はまだコンテンツが非常に少なく、加えて劇映画をテレビに提供しないことを取り決めた大手映画会社による五社協定（六社協定）の影響で劇場用邦画番組の放映も総放送時間の短縮や系列民放局のみの放映に限られていたことから、映画番組を放映していた枠の穴埋め目的でアメリカで製作されたテレビドラマのフィルムを大量に輸入しており、当時は「外国テレビ映画」と呼ばれていた海外のドラマ作品が数多く放送されていた。故に日本における海外ドラマの全盛時代であり、視聴率も高く、当時の娯楽の中心であった。1973年までの日本教育テレビ（NETテレビ、NET）に至っては、教育局という放送免許のため、海外の文化を学ぶという教育目的を持たせていた。
主な作品
- 西部劇 - 『カウボーイGメン（英語版）』（日本で最初に放送された海外ドラマ）、『ローハイド』、『拳銃無宿』、『ララミー牧場』など
- 戦争ドラマ - 『コンバット!』、『ギャラント・メン』など
- ホームドラマ - 『パパは何でも知っている』、『奥さまは魔女』、『ルーシー・ショー』、『名犬ラッシー』など
- SFドラマ - 『スーパーマン』、『宇宙大作戦』、『宇宙家族ロビンソン』、『ミステリー・ゾーン』など
- サスペンスドラマ - 『ヒッチコック劇場』、『逃亡者』、『スパイ大作戦』など
- 探偵ドラマ - 『サンセット77』、『ペリー・メイスン』など
- 刑事ドラマ - 『ドラグネット（英語版）』、『アンタッチャブル』など

ジャンルも上記のように多岐に及ぶ。この中でも『スパイ大作戦』は『ミッション:インポッシブルシリーズ』という1996年から現在まで続くトム・クルーズ（イーサン・ハント役）主演の映画シリーズとしてリブートされ、『宇宙大作戦』は原題と同じ『スタートレック』と題したメディア・フランチャイズにまで発展した上で現在まで続いている人気シリーズである。

### 1970年代 - 1980年代
1970年代は『チャーリーズ・エンジェル』、『刑事コロンボ』、『大草原の小さな家』、『ルーツ』などが一世を風靡した。1980年代には『アーノルド坊やは人気者』、『ナイトライダー』、『特攻野郎Aチーム』、『将軍 SHŌGUN』などが好評を博した。また、80年代中盤にVHSやベータといった物理メディアが一般家庭に普及しだすとともに、レンタルビデオも店舗が増加し『V』などがビデオレンタルによって人気を博した。
この時期は日本の放送業界も基盤を固め、他国から番組を購入しなくてもよいほどまでに成長したほか、五社協定も消滅した。そのため以前と比べて放送時間全体の中での海外ドラマの立ち位置や総放送時間が大幅に下がり、地上波に限っていえばそのまま右肩下がりに推移して現在までに至る。また、当時はビデオレンタル以外の映像媒体が存在しないもしくは普及途上であったため、地上波での放送が激減したことにより海外ドラマを見ること自体が非常に困難となり、海外ドラマにとっては冬の時代となった。

### 1990年代 - 2000年代
1990年代以降は衛星放送（BS放送およびCS放送）やケーブルテレビの普及により、地上波において閉塞していた海外ドラマの可能性を大きく広げた。これ以降海外ドラマは衛星放送とビデオレンタルの両輪によって普及することになる。NHK-BS2、WOWOWでは、『ビバリーヒルズ青春白書』、『ER緊急救命室』、『フレンズ』、『ツイン・ピークス』、『ベイウォッチ』など、80年代とは比較にならないほど多くの作品が放送された。また、地上波ではNHK教育テレビ（Eテレ）で放送された『フルハウス』や『アルフ』など家族向けのシットコムが好評を博した。他にも『Xファイル』のようなビデオから人気に火がつく作品もあった。
2000年代初頭以降はDVDドライブを搭載したゲーム機であるPlayStation 2の発売やDVDプレーヤーの低価格化に伴い、物理メディアがVHSからDVDへと急激に移行。『24 -TWENTY FOUR-』が大ブームとなり、次回の話が気になるファンがレンタルビデオ店の前に行列を作るという現象まで発生した。『24 -TWENTY FOUR-』、『LOST』、『HEROES』は当時の3大海外ドラマと呼ばれている。また『セックス・アンド・ザ・シティ』、『プリズン・ブレイク』なども好評を博した。また、ドラマの人気に伴い「海外ドラマのモノマネ」というネタも披露するお笑い芸人も現れた（なだぎ武、どきどきキャンプ等）。
また、2004年に『冬のソナタ』が大ブームとなり、東アジア圏のドラマ、特に韓国のテレビドラマ（いわゆる韓流ドラマ）や台湾のテレビドラマ（華流ドラマ）作品の輸入が増えることとなった。

### 2010年代 - 2020年代
世界各国で地上波デジタル化を契機としたHD化が進行（日本は一部地域除き2011年に地デジ化）。逆にSDで製作された過去作品の放送が激減した。これはモノクロからカラーになった際も見られた現象である。過去のSD作品をHDリマスター化し需要に応える場合もあるが、費用の都合もありリマスター化されるのは有名な作品のみで、他の多くのSD作品は地上波・BS無料放送で視聴する機会を失った。
2010年代の海外ドラマの傾向は東高西低であり、アジアドラマが米欧ドラマを圧倒した時期といえる。米欧ドラマは2000年代のような大ヒット作には恵まれず、世界的に大人気のドラマでも日本国内では知名度が皆無のものが多くなった。さらにアジアドラマの中心であった韓国ドラマについても2012年以降、竹島問題やフジテレビ抗議デモに代表される嫌韓・反韓感情の激化から地上波においては衰退した。しかし韓国ドラマの需要は根強いものがあったため、衛星放送（BS・CS）では編成の主軸を維持し各局が競って新作を開拓した。
2010年代中盤以降、Netflix・Amazon Prime Video・U-NEXT等の 国内定額制動画配信サービスでテレビに限らずパソコン、タブレット、スマートフォン等の様々な端末で視聴できるようになり、海外ドラマの視聴環境は激変した。その逆効果として、地上波主要局での海外ドラマの放送は激減した。2020年代に入ってもこの流れは変わらず、むしろ拍車がかかる。ただし2010年代以降は知名度が低くても海外のそれなりのヒット作は大抵の場合、どこかのネット配信で提供されるようになり、かつてのように全く視聴できないということは少なくなった。
また、海外ドラマの制作環境にも変化が起こる。これまでは主に米国では地上波ネットワークおよびHBOやAMCなどのケーブルテレビ局で主に制作されていたが、Netflix・Amazon Prime Video・Hulu・Paramount+・Disney+といった定額制動画配信サービスでの独占配信を主とした制作が盛んになった。潤沢な予算と放送規制にとらわれない自由さが制作陣に歓迎され、著名な映画監督や俳優が次々と海外ドラマ制作に参加。より芸術性の高い作品が生まれた。ネット配信で世界的に話題となった代表的な作品は『ストレンジャー・シングス 未知の世界 』『マンダロリアン』『ザ・クラウン 』『ハウス・オブ・カード 野望の階段』『ザ・ボーイズ』など。従来であれば著しく話題になった海外ドラマはほぼ確実に地上波もしくは衛星放送で放送されたが、2024年にエミー賞を受賞し世間の関心も高い『SHOGUN 将軍』についても日本を含めた全世界でネット配信独占かつテレビジョン放送での放送予定が無く、ネット中心的な時代を象徴している。逆に、『スタートレック』も2010年代後半から北米ではネット配信独占だが、最主要輸出入国である日本に限って衛星放送といったメディアに展開している例もある。
アジアドラマも、韓国ドラマや台湾ドラマに加え、中国ドラマやタイドラマも新たに加わる。中国ドラマに関しては2010年代は歴史ものだけが放送されていたが、2020年代に入ると極小数の現代ものも放送されるようになり、韓流ファンの支持を得て急速に衛星放送各局が放送枠を拡大している。なお、アジアドラマにおいてもネット配信独占作品が増えており、『イカゲーム』が著名な例である。

## 国産ドラマとの違い
ハリウッドでは米国内時差の関係で、テレビ最初期から生放送ドラマではなくフィルムによるドラマ撮影が主流であったためフィルムへのこだわりが強く、現在でもデジタル撮影の際にフィルム風の画質で撮影され放送される作品が多い。昔のハリウッド製ドラマの多くが良い状態で保存されているのは、ほとんどがフィルムによって撮影されていたためでもある（初期のNHKテレビドラマなど、VTR撮影だったものは上書きして消失している作品が多い）。